# 卡布西泮
卡布西泮是一种含氮有机氯化合物，分子式C
17H
16ClN
3O
2，属于苯二氮䓬类化合物，可作为鎮靜劑。